# Драче (Јањина)
Драче су насељено место у саставу општине Јањина, Дубровачко-неретванска жупанија, Република Хрватска.

## Географски положај
Драче се налазе на северној страни полуострва Пељешац. Смештене су у широкој ували, а захваљујући доброј саобраћајној повезаности са копном атрактивна су туристичка дестинација.

## Историја
До територијалне реорганизације у Хрватској налазиле су се у саставу старе општине Дубровник.

## Становништво
На попису становништва 2011. године, Драче су имале 93 становника.
| Број становника по пописима | Број становника по пописима | Број становника по пописима | Број становника по пописима | Број становника по пописима | Број становника по пописима | Број становника по пописима | Број становника по пописима | Број становника по пописима | Број становника по пописима | Број становника по пописима | Број становника по пописима | Број становника по пописима | Број становника по пописима | Број становника по пописима | Број становника по пописима |
| --------------------------- | --------------------------- | --------------------------- | --------------------------- | --------------------------- | --------------------------- | --------------------------- | --------------------------- | --------------------------- | --------------------------- | --------------------------- | --------------------------- | --------------------------- | --------------------------- | --------------------------- | --------------------------- |
| 1857                        | 1869                        | 1880                        | 1890                        | 1900                        | 1910                        | 1921                        | 1931                        | 1948                        | 1953                        | 1961                        | 1971                        | 1981                        | 1991                        | 2001                        | 2011                        |
| 0                           | 0                           | 0                           | 0                           | 26                          | 41                          | 0                           | 0                           | 34                          | 28                          | 20                          | 23                          | 28                          | 48                          | 64                          | 93                          |

Напомена: Исказује се од 1981. као насеље настало издвајањем делова насеља Јањина. Од 1857. до 1890. те 1921. и 1931. подаци су садржани у насељу Јањина.

### Попис1991.
На попису становништва 1991. године, насељено место Драче је имало 48 становника, следећег националног састава:
| Попис 1991.‍  | Попис 1991.‍  | Попис 1991.‍ | Попис 1991.‍ | Попис 1991.‍ |
| ------------ | ------------ | ----------- | ----------- | ----------- |
|              |              |             |             |             |
| Хрвати       | Хрвати       |             | 45          | 93,75%      |
| неопредељени | неопредељени |             | 1           | 2,08%       |
| непознато    | непознато    |             | 2           | 4,16%       |
| укупно: 48   |              |             |             |             |